# Łodygowice
Łodygowice – wieś w Polsce, w województwie śląskim, w powiecie żywieckim, siedziba gminy Łodygowice.
W latach 1954–1972 wieś należała i była siedzibą władz gromady Łodygowice. 

## Położenie
Łodygowice to teren turystyczno-rekreacyjny administracyjnie należący do województwa śląskiego, położony jest w Kotlinie Żywieckiej na wysokości 360 m n.p.m. Od północnego wschodu otaczają ją masywy Beskidu Małego ze szczytami: Magurką (909 m n.p.m.) i Czuplem (931 m n.p.m.); od zachodu graniczy z gminami Buczkowice i Lipowa, za którą wznosi się pasmo Beskidu Śląskiego z najwyższym szczytem – Skrzyczne (1257 m n.p.m.); od południa z miastem Żywiec, za którym rozciągają się wzniesienia Beskidu Żywieckiego, zaś od południowego wschodu, na długości 4,5 km z Jeziorem Żywieckim.
Powierzchnia sołectwa wynosi 17,82 km², a liczba ludności 7601, co daje gęstość zaludnienia równą 426,54 os./km².
Wieś Łodygowice zajmuje prawie połowę obszaru gminy, która liczy 36,17 km². 25% tej powierzchni zajmują lasy porastające stoki górskie, a 40% – łąki i pola uprawne położone na licznych pagórkach.
Przecinają je rzeki: Żylica, Kalonka, Kalna i Żarnówka oraz liczne potoki.

## Części wsi
Integralne części wsi Łodygowice: Bobki, Brzezinka, Chechłówka, Glemieniec, Hetnały, Kalonka, Kąty, Kępa Kościelna, Kępa Kufli, Kępa Mrowców, Koło Stacji, Koło Zamku, Kościelni, Krzysie, Kubiny, Maślanki, Mendrale, Na Groniu, Paciepniki, Paluchy, Pańskie, Pod Grapą, Porąbki, Rączki, Tomasiki, Wajdy

## Historia
Historycznie miejscowość była częścią księstwa oświęcimskiego. Łodygowice prawdopodobnie założone zostały przez cystersów z Rud k. Raciborza. Wieś po raz pierwszy wzmiankowana jest w łacińskim liście opata Bernarda wystawionym w dniu 16 maja 1310, w którym klasztor nadawał przywileje niejakiemu Liskowi, sołtysowi Łodygowic (Lisconi sculteto de Loduicouiche). Po raz kolejny miejscowość wzmiankowano w liście z 22 kwietnia 1364 jako Ludoicivilla, który wymienia również dwie inne sąsiednie posiadłości cystersów, mianowicie Wilkowice (Abbatisvilla) i Pietrzykowice (Petrisvilla). List ten był związany z zatargiem między cystersami a księciem oświęcimskim Janem Scholastykiem o dochody i podatki książęce, w wyniku którego doszło do najazdu księcia na te miejscowości i ich złupienia. Miejscowość została siedzibą parafii, wzmiankowanej po raz pierwszy w 1373 jako Villa Lodovici. Oprócz nazwy łacińskiej wieś występowała również pod niemiecką nazwą Ludwigsdorf, co sugeruje, że cystersi osadzili tu przybyszów niemieckojęzycznych. Z czasem nazwa zaczęła się polonizować. Nazwę wsi w zlatynizowanej staropolskiej formie Ludwygowycze wymienia w latach 1470-1480 Jan Długosz w księdze Liber beneficiorum dioecesis Cracoviensis. W 1474 roku opat Piotr III sprzedał Łodygowice razem z Pietrzykowicami i Wilkowicami Piotrowi Komorowskiemu, którego wymienia Długosz w Liber beneficiorum dioecesis Cracoviensis.
Kiedy tereny księstwa oświęcimskiego w 1457 roku powróciły do Polski i ponownie zostały zjednoczone z ziemią krakowską Małopolski, rozciągnięto nad rewindykowanym terenem jurysdykcję polskich sądów i praw, usunięto sołtysów dziedzicznych, a ich majątki włączono do tzw. folwarków. Odtąd sołtysów dziedzicznych zastąpiono mianowanymi (taki sołtys posiadał uposażenie w ziemi wolnej od czynszów oraz otrzymywał 1/6 części opłat, 1/3 części kar sądowych, prawo do swobodnego polowania, młyn i inne przywileje).

### Rzeczpospolita Obojga Narodów
W 1564 roku wraz z całym księstwem oświęcimskim i zatorskim Łodygowice leżały w granicach Korony Królestwa Polskiego, znajdowały się w województwie krakowskim w powiecie śląskim. Po unii lubelskiej w 1569 księstwo Oświęcimia i Zatora stało się częścią Rzeczypospolitej Obojga Narodów w granicach, której pozostawało do I rozbioru Polski w 1772, jako część prowincji małopolskiej.
W 1618 roku Mikołaj Komorowski sprzedał Łodygowice wraz z okolicznymi wsiami swemu dworzaninowi Krzysztofowi Rarowskiemu. Kolejnym dziedzicem Łodygowic był książę Jerzy Zbaraski, który w 1629 roku rozpoczął budowę murowanego dworu. Wszystkie dobra po śmierci Zbarskiego w 1631 roku przeszły we władanie ks. Janusza Wiśniowskiego. Następnym właścicielem Łodygowic staje się Stanisław Warszycki, który otrzymuje je jako wiano żony Heleny – córki wojewody Konstantego Wiśniowieckiego. Warszycki zakończył budowę dworu, a w 1673 roku otoczył go murem, fosami i wałami. Stanisław Warszycki zmarł w roku 1681 w Pilicy licząc ponad 80 lat życia i pochowany został w kaplicy św. Marii Panny na Jasnej Górze.
Według spisu z 1630 roku obszar Klucza Łodygowickiego zamieszkiwało 1859 kmieci, w tym Łodygowice liczyły 373 tzw. głowy. Bierna 75, Glemieniec 38, Huciska 68, Rybarzowice 252, Buczkowice 233, Szczyrk 152, Godziszka 102, Wilkowice 318, Mikuszowice 90 i Bystra Krakowska 155. Jak wynika z powyższego zestawienia na początku XVII wieku w Kluczu Łodygowickim istniało 10 wsi. Wymienione wyżej wioski podzielone były na tzw. role. Pola poszczególnych ról rozgraniczone były szerokimi miedzami. Każda rola liczyła ok. 96 morgów. Najbogatszymi mieszkańcami wsi byli kmiecie posiadający początkowo po całej roli. Uboższą grupę stanowili zagrodnicy posiadający od 1 do 3 morgów gruntu bez lasu. Najbiedniejsi tzw. chałupnicy to wyrobnicy u kmieci. Posiadali oni tyle gruntu ile zajmował dom zwany "kucą".
Druga połowa XVII wieku była dla Klucza Łodygowickiego bardzo trudna. Po długoletnich wojnach z Kozakami i Szwedami ziemie te zostały wyniszczone, co spowodowało migrację ludności na Śląsk, Węgry i Morawy. Po śmierci Stanisława Warszyckiego w 1681 roku dobra łodygowickie przechodziły różne koleje losu. Najpierw dostały się w ręce jego syna – Jana Kazimierza Warszyckiego, potem szwagra – Michała Warszyckiego, a po jego śmierci w 1697 roku zarządza nimi wdowa po Janie Kazimierzu – Zofia Domicela. Od 1707 roku dochodzi do ciągłych sporów o te ziemie. Liczne zajazdy, sądy spowodowały upadek majątku, który w końcu dostał się rodzinie Borzęckich. W 1773 roku włości przeszły w posiadanie Ignacego Kalinowskiego – cześnika halickiego, starosty lelowskiego, pułkownika królewskiego i posła na sejm, który powiększył pola uprawne i poprawił stan majątku.

### Zabór austriacki i odrodzona Polska
Po I rozbiorze Polski w 1772 roku miejscowość znalazła się w zaborze austriackim i leżała w granicach Austrii, wchodząc w skład Królestwa Galicji i Lodomerii. Rząd austriacki podzielił Galicję na tzw. „cyrkuły” – posiadłości łodygowickie znalazły się w granicach cyrkułu myślenickiego, zaś od 1819 roku w obrębie cyrkułu wadowickiego, a po likwidacji cyrkułów w Galicji w 1867 r. Łodygowice stały się częścią powiatu żywieckiego. Po Kalinowskim posiadłość objęła Honorata Marcelina Borzęcka, która w prawa dziedziczki ziemi łodygowickiej weszła na mocy spadku. Sprzedała Łodygowice w 1840 roku księciu Von Anhalt. W 1841 roku w wieku 60 lat książę zmarł, a ziemie państwa łodygowickiego odziedziczyła jego siostrzenica hrabina Charlotta Hochberg Furstenstein, która sprzedała majątek w 1849 roku. W ciągu najbliższych kilkunastu lat Łodygowice miały kilku właścicieli. Ostatecznie w 1866 roku nabyła je Klementyna Primovesi de Weber – żona Adolfa Klobusa, majora austriackiego. Z małżeństwa Klobusów narodziło się pięcioro dzieci, z których w tutejszych dobrach pozostali Paweł i Otto. Paweł otrzymał Mikuszowice, Otto osiadł w Łodygowicach, które pozostały w jego rękach aż do śmierci w roku 1943. W 1945 roku znaczną część gruntów ostatniego włodarza ziem łodygowickich rozparcelowano, resztę w 1956 roku przejął skarb państwa.
W 1918 roku, po odzyskaniu przez Polskę niepodległości, Łodygowice stały się częścią odrodzonego państwa polskiego i zostały włączone w skład województwa krakowskiego. We wrześniu 1939 r. zostały zajęte przez Niemców i w okresie okupacji niemieckiej były włączone bezpośrednio w granice III Rzeszy hitlerowskiej, a mieszkańców zaczęto prześladować, mordować, wysiedlać lub wywozić na roboty do Rzeszy. W styczniu 1945 r. nastąpiło wkroczenie Armii Czerwonej do Łodygowic, co zakończyło okupację niemiecką. Od 1945 aż do 1975 roku miejscowość ponownie położona była na obszarze województwa krakowskiego.

## Kościół św. Szymona i św. Judy Tadeusza w Łodygowicach

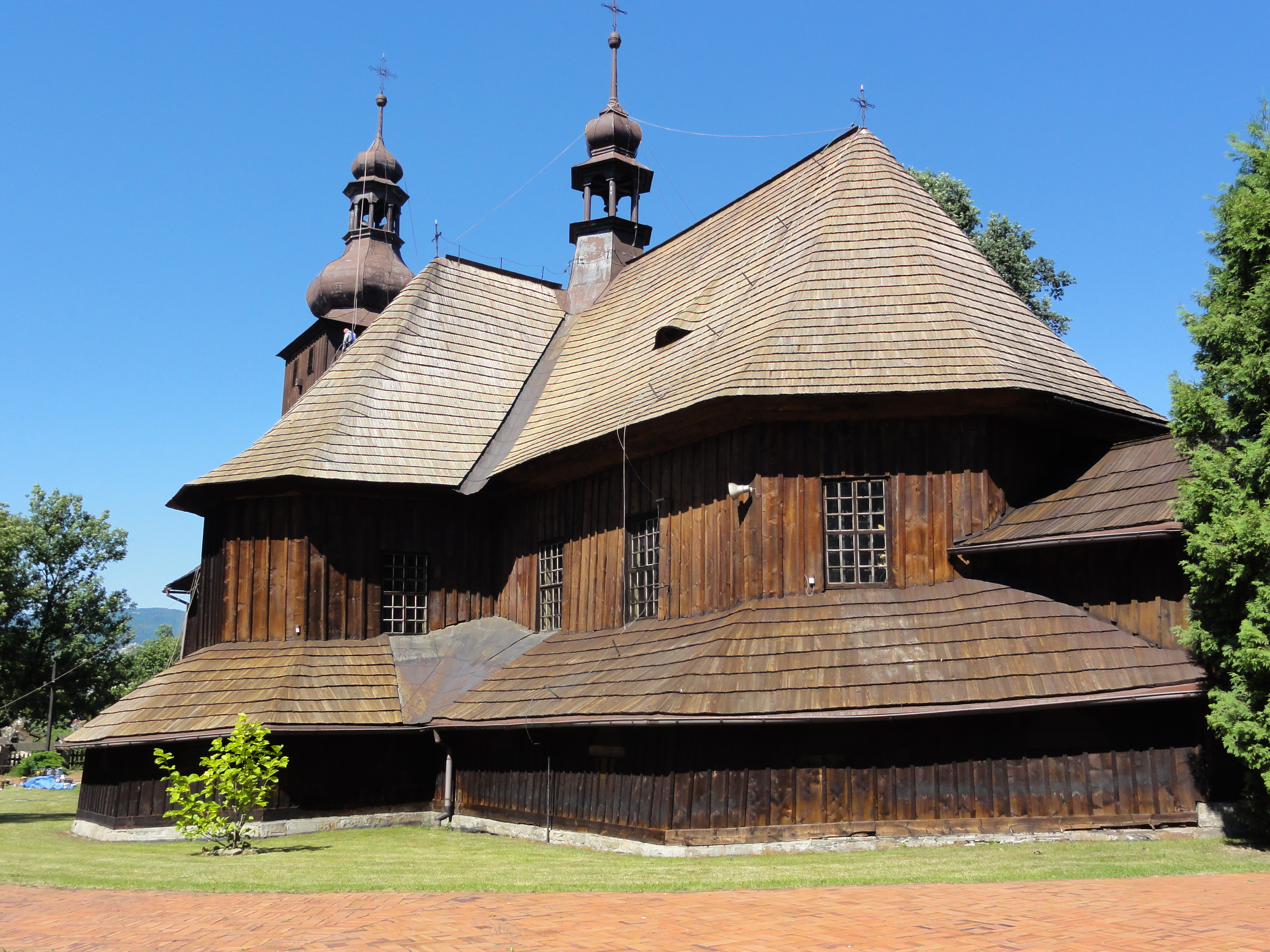
Kościół św. Szymona i św. Judy Tadeusza w Łodygowicach (2012)

Kościół św. Szymona i św. Judy Tadeusza w Łodygowicach zbudowany został prawdopodobnie przez opata cystersów Wilka. Na obecne miejsce został przeniesiony z okolicy łodygowickiego dworu. Prawdopodobnie stał on tuż za okopami dworu od strony południowej i stanowił kościółek przyklasztorny cystersów. Przeniesienie świątyni na obecne miejsce nastąpiło na skutek starań proboszcza Stanisława Kaszkowica. Miało to miejsce w latach 1631-1634. Kościół, zaliczany ze względu na specyficzne cechy architektoniczne do kościołów tzw. grupy śląsko-małopolskiej, należy do największych kościołów drewnianych w Beskidach.

## Zabytki

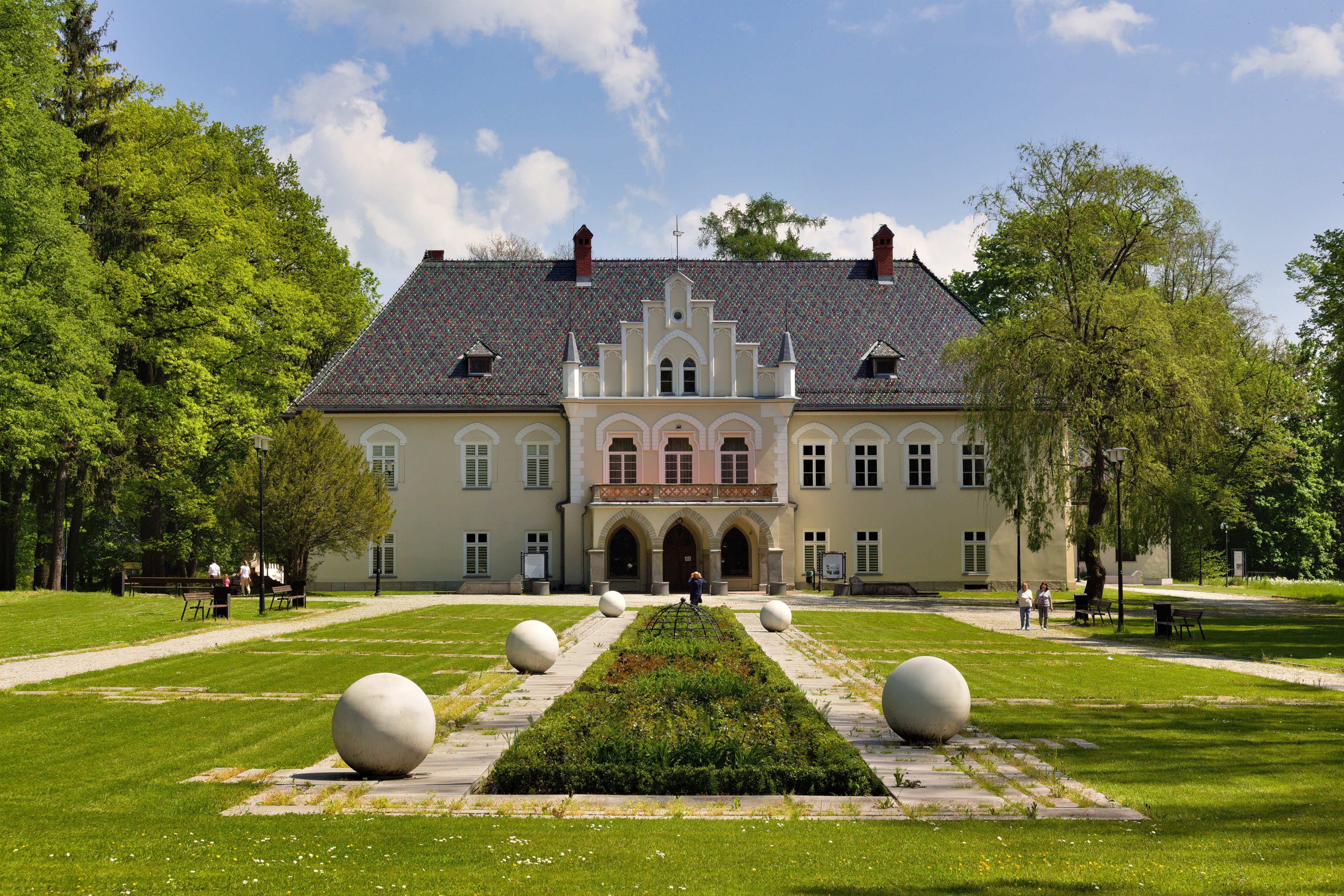
Dwór w Łodygowicach

- Drewniany kościół pw. św. Szymona i św. Judy Tadeusza z XVII w.
- Murowany dwór, tzw. zamek z XVII w.
- Przydrożne kapliczki, stare chałupy.

## Szlaki piesze
- Znakowane szlaki turystyki pieszej:
  -  szlak czerwony do Międzybrodzia Bialskiego
  -  szlak niebieski do Czernichowa